# Dismals Canyon
Dismals Canyon est une gorge de grès située près de Phil Campbell dans le comté de Franklin, en Alabama. Il a été déclaré monument naturel national en mai 1974 .
Dismals Canyon est l'un des rares endroits où l'on peut trouver des insectes appelés dismalites (Orfelia fultoni, un parent éloigné d' Arachnocampa). Les formes larvaires de ces mouches émettent une lumière bleu-vert vif pour attirer la nourriture et les partenaires. Ils couvrent la paroi du canyon .
Le canyon abrite deux chutes d'eau, Secret Falls et Rainbow Falls, et six ponts naturels .
Dismals Canyon est exploité commercialement dans le cadre d'une  réserve naturelle de 34 hectares, et un droit d'entrée est exigé. Des visites nocturnes sont organisées pour voir les mouches lumineuses. Le camping est disponible dans les campings traditionnels et dans les chalets.

## Liens historiques
Les Amérindiens Chickachas ont été détenus en captivité dans le canyon pendant deux semaines avant de se lancer dans un voyage forcé le long de la Piste des Larmes.

## Au cinéma
L'endroit a été utilisé pour filmer un segment du documentaire Discovery Channel When Dinosaurs Roamed America. Ce segment était situé dans le Nouveau-Mexique du Crétacé supérieur ( Formation de Moreno Hill).